# Niyya (album)
Albums de Hatik
Vague à l'âme
(2021)
Niyya est le deuxième album du rappeur français Hatik sorti le 12 mai 2023.

## Liste des pistes
| 1.    | Préambule (feat. Médine)              | 1:18 |
| 2.    | Un gosse                              | 2:51 |
| 3.    | Niyya                                 | 3:03 |
| 4.    | Sous à faire (feat. Ronisia)          | 3:43 |
| 5.    | Si seulement tu savais (feat. Alonzo) | 2:32 |
| 6.    | Shoot                                 | 3:19 |
| 7.    | Adieu, les amours                     | 3:00 |
| 8.    | 03.03.2022 (feat. Sofiane Pamart)     | 3:13 |
| 9.    | Relève la tête                        | 3:15 |
| 10.   | OMG                                   | 3:21 |
| 11.   | Est-ce que tu m'aimes ?               | 4:04 |
| 12.   | Toi + moi                             | 3:13 |
| 13.   | Amnezia                               | 3:34 |
| 14.   | Perdant magnifique (feat. Soprano)    | 3:03 |
| 15.   | C'est toi le meilleur                 | 3:12 |
| 16.   | Kheddem                               | 3:45 |
| 17.   | Bye bye                               | 3:50 |
| 54:19 |                                       |      |

## Clips vidéos
- Niyya : 24 février 2023
- Shoot : 24 mars 2023
- Amnezia : 5 mai 2023

## Classements

### Classements hebdomadaires
| \| Classements (2023) \| Meilleure position \| \| ------------------------------- \| ------------------ \| \| France (SNEP)[2] \| 7 \| \| Belgique (Wallonie Ultratop)[3] \| 77 \| |                    |
| Classements (2023) | Meilleure position |
| France (SNEP) | 7                  |
| Belgique (Wallonie Ultratop) | 77                 |